# 1888年至1889年英格蘭足總盃
1888/89球季英格蘭足總盃（英語：FA Cup），是第18屆英格蘭足總盃，今屆賽事的冠軍是普雷斯頓，他們在決賽以3:0擊敗狼隊，奪得冠軍。本屆賽事繼續在橢圓體育場舉行。
普雷斯頓除了嘗到聯賽不敗奪冠外，更勇奪足總盃冠軍，成就本土聯賽雙冠王。

## 外部連結
1. 英格蘭足總盃官網Archive-It的存檔，存档日期2012-04-24
2. 英格蘭足總盃 歷屆冠軍（页面存档备份，存于）